# Liste der Kulturdenkmale in Schönbach (Sachsen)
In der Liste der Kulturdenkmale in Schönbach sind die Kulturdenkmale der sächsischen Gemeinde Schönbach verzeichnet, die bis Februar 2019 vom Landesamt für Denkmalpflege Sachsen erfasst wurden (ohne archäologische Kulturdenkmale). Die Anmerkungen sind zu beachten.
Diese Aufzählung ist eine Teilmenge der Liste der Kulturdenkmale im Landkreis Görlitz.

## Liste der Kulturdenkmale in Schönbach
| Bild                                    | Bezeichnung | Lage                                                            | Datierung | Beschreibung | ID       |
| --------------------------------------- | --- | --------------------------------------------------------------- | --- | --- | -------- |
| Direkt Bild zu diesem Denkmal hochladen | Alle Steindeckerbrücken von Schönbach | (besonders an Beiersdorfer Straße und Niederdorfstraße) (Karte) | 19. Jahrhundert | Baugeschichtlich und ortsbildprägend von Bedeutung, charakteristische Brückenform der Lausitz | 09226996 |
|                                         | Wohnhaus (Umgebinde), dazu Einfriedung und Handschwengelpumpe | Am Feldrain 4 (Karte)                                           | Mitte 19. Jahrhundert | Baugeschichtlich von Bedeutung, kleines eingeschossiges Umgebindehaus (Fachwerk-Giebel zweifarbig ornamental verschiefert) mit Dachhecht | 09226107 |
|                                         | Wohnhaus (Umgebinde) | Am Frühlingsberg 1 (Karte)                                      | Mitte 19. Jahrhundert | Baugeschichtlich von Bedeutung, kleines eingeschossiges Umgebindehaus (Fachwerk-Giebel teilweise verschiefert) | 09226075 |
|                                         | Wohnhaus mit Werkstattgebäude | Am Frühlingsberg 3 (Karte)                                      | Um 1900 | Baugeschichtlich von Bedeutung, gründerzeitliches Wohngebäude mit Putzzier | 09226076 |
|                                         | Wohnstallhaus (Umgebinde), Scheune und Seitengebäude eines Bauernhofes | Am Frühlingsberg 6 (Karte)                                      | Bezeichnet mit 1830 | Baugeschichtlich von Bedeutung, Umgebindehaus (Obergeschoss Fachwerk verschiefert, mit Ziegeln ausgefacht) mit Korbbogenportal | 09226080 |
| Direkt Bild zu diesem Denkmal hochladen | Wohnhaus auf winkeligem Grundriss und Scheune eines Bauernhofes, dazu Hofpflaster und Einfriedung | Am Frühlingsberg 8 (Karte)                                      | 1. Hälfte 19. Jahrhundert                                                                                                  | Baugeschichtlich von Bedeutung, schlichtes Wohnhaus (Fachwerk-Obergeschoss zweifarbig verschiefert) | 09226081 |
|                                         | Wohnhaus (Umgebinde) | Am Frühlingsberg 13 (Karte)                                     | 2. Hälfte 19. Jahrhundert, später verändert                                                                                | Baugeschichtlich von Bedeutung, eingeschossiges ländliches Umgebindehaus (Fachwerk-Giebel verbrettert) mit Drempelgeschoss | 09226077 |
|                                         | Wohnhaus (Umgebinde) und winkelförmig angebaute Scheune eines Bauernhofes | Am Frühlingsberg 17 (Karte)                                     | Bezeichnet mit 1822 | Baugeschichtlich und wirtschaftsgeschichtlich von Bedeutung, Umgebindehaus (Obergeschoss Fachwerk verputzt) mit Korbbogenportal | 09226079 |
|                                         | Wohnstallhaus und Scheune eines Bauernhofes | Am Frühlingsberg 20 (Karte)                                     | Um 1800 | Baugeschichtlich von Bedeutung, schlichtes bäuerliches Wohnhaus (Obergeschoss Fachwerk verbrettert), Fachwerk-Scheune mit Kreuzstreben | 09226098 |
|                                         | Wohnstallhaus (Umgebinde) und Scheune eines Bauernhofes | Am Frühlingsberg 22 (Karte)                                     | 1. Hälfte 19. Jahrhundert                                                                                                  | Baugeschichtlich von Bedeutung, Umgebindehaus (Obergeschoss Fachwerk verbrettert) | 09226099 |
|                                         | Wohnstallhaus (Umgebinde) mit integriertem Scheunenteil | Am Königstein 10 (Karte)                                        | 1. Hälfte 19. Jahrhundert                                                                                                  | Baugeschichtlich von Bedeutung, schlichtes Umgebindehaus (Obergeschoss Fachwerk verbrettert) | 09226103 |
|                                         | Ländliches Wohnhaus | Am Mühlgraben 3 (Karte)                                         | Ende 19. Jahrhundert | Baugeschichtlich von Bedeutung, Drempelgeschoss und Giebel Fachwerk (teilweise verschiefert) | 09226118 |
|                                         | Wohnhaus (Umgebinde) | Am Mühlgraben 4 (Karte)                                         | Um 1800 | Baugeschichtlich von Bedeutung, schlichtes Umgebindehaus (Obergeschoss Fachwerk verputzt) | 09226095 |
|                                         | Wohnhaus (Umgebinde) | Am Mühlgraben 6 (Karte)                                         | Mitte 19. Jahrhundert | Baugeschichtlich von Bedeutung, Umgebindehaus (Obergeschoss Fachwerk, teilweise verschiefert) | 09226119 |
|                                         | Wohnhaus (Umgebinde) | Am Teichdamm 4 (Karte)                                          | Ende 19. Jahrhundert | Baugeschichtlich von Bedeutung, Umgebindehaus (Obergeschoss Fachwerk verputzt) mit schlichtem Granittürstock | 09226213 |
|                                         | Wohnhaus (Umgebinde) mit Anbau zur Straße und Scheune eines Bauernhofes | Am Teichdamm 6 (Karte)                                          | Bezeichnet mit 1869 | Baugeschichtlich von Bedeutung, Umgebindehaus (Obergeschoss Fachwerk verschiefert) mit doppelter Blockstube und zwei übereinanderliegenden Dachhechten, ortsbildprägende Scheune aus Granitmauerwerk | 09226212 |
|                                         | Wohnhaus, dazu Einfriedung | Am Teichdamm 8 (Karte)                                          | Mitte 19. Jahrhundert | Sozialgeschichtlich von Bedeutung, kleines eingeschossiges ländliches Wohnhaus (Fachwerk-Giebel verschiefert) | 09226211 |
| Direkt Bild zu diesem Denkmal hochladen | Steindeckerüberdachung über den Graben über eine Länge von 24 Metern, mit Bruchsteinmauern und Treppe | Auenweg (hinter Straße des Friedens 1c) (Karte)                 | 19. Jahrhundert | Überdachung erstreckt sich über die gesamte Hofbreite der Straße des Friedens 1c, singulärer Wert auf Grund der Ausführung über eine außerordentliche Länge, baugeschichtlich bedeutsam | 09304170 |
| Direkt Bild zu diesem Denkmal hochladen | Nebengebäude (Gewerbegebäude) | Auenweg 1 (Karte)                                               | Um 1880 | Baugeschichtlich von Bedeutung, stattlicher, gründerzeitlicher Putzbau mit Ställen im Erdgeschoss, Obergeschoss möglicherweise später für Produktionszwecke genutzt | 09226091 |
| Direkt Bild zu diesem Denkmal hochladen | Wohnhaus | Auenweg 3 (Karte)                                               | 1. Hälfte 19. Jahrhundert                                                                                                  | Baugeschichtlich von Bedeutung, stattliches Wohnhaus (Obergeschoss Fachwerk verschiefert), möglicherweise Faktorenhaus, großer und ausgesprochen schöner Dachhecht, repräsentativer Granittürstock mit altem Türblatt, trotz stärkerer Umbauten in Konstruktion und Struktur weitgehend erhalten | 09226769 |
|                                         | Wohnhaus (Umgebinde) und Scheune eines Bauernhofes | Auenweg 5 (Karte)                                               | 2. Hälfte 19. Jahrhundert                                                                                                  | Baugeschichtlich von Bedeutung, Umgebindehaus (Obergeschoss Fachwerk verbrettert, Giebel verschiefert) mit profilierten Säulen, kleine Holzscheune | 09225417 |
|                                         | Handschwengelpumpe | Auenweg 5 (bei) (Karte)                                         | 19. Jahrhundert | Kulturgeschichtlich von Bedeutung, hölzerne Handschwengelpumpe | 09225416 |
| Direkt Bild zu diesem Denkmal hochladen | Katholische Kapelle St. Heinrich | Auenweg 7 (Karte)                                               | Um 1965 | Ortsgeschichtlich von Bedeutung, schlichte eingeschossige Holzkirche der 1960er Jahre, mit Satteldach und bleiverglasten farbigen Fenstern | 09226203 |
| Direkt Bild zu diesem Denkmal hochladen | Kriegerdenkmal für die Gefallenen des Ersten Weltkrieges | Bahnhofstraße 8 (bei), auf dem Sportplatz (Karte)               | Nach 1918 | Ortsgeschichtlich von Bedeutung, mit der Inschrift „Im Weltkrieg gebliebene Turnbrüder 1914–1918“ | 09226127 |
| Direkt Bild zu diesem Denkmal hochladen | Fabrik (mit zwei Hausnummern) mit Verwaltungsgebäude und zwei Produktionsgebäuden | Beiersdorfer Straße 1, 3 (Karte)                                | Bezeichnet mit 1868 (Verwaltungsgebäude); 1880er Jahre (Fabrikgebäude)                                                     | Baugeschichtlich und ortsgeschichtlich von Bedeutung, Verwaltungsgebäude (Obergeschoss Fachwerk verkleidet) mit klassizistischem Türstock und zwei Dachhechten, ein zweigeschossiges und ein dreigeschossiges Produktionsgebäude (gründerzeitlicher Ziegelbau mit Zierankern) | 09226204 |
| Weitere Bilder                          | Kirche und Kirchhof Schönbach (Sachgesamtheit) | Beiersdorfer Straße 2 (Karte)                                   | 1780 | Sachgesamtheit Kirche und Kirchhof Schönbach, mit folgenden Einzeldenkmalen: Kirche, Treppenaufgang an der Kirche und Steinbank (an der Löbauer Straße), Kirchhofsmauern, auf dem Kirchhof Kriegerdenkmale für die Gefallenen des deutsch-französischen Krieges und die Gefallenen des Ersten Weltkrieges, Nebengebäude, Grabstätte der Familie Gocht, Lutherbuche mit Gedenkstein (siehe Einzeldenkmale 09226134 unter gleicher Anschrift), dazu Kirchhof mit Granitplattenweg und Wassertrog als Sachgesamtheitsteil; baugeschichtlich, ortsgeschichtlich und ortsbildprägend von Bedeutung, barocke Saalkirche mit umlaufenden Emporen in zwei Geschossen und Westturm (Wetterfahne bezeichnet mit 1851), Kriegerdenkmale umgeben mit runder Mauer, bestehend aus vier Steintafeln und einem Obelisk | 09303216 |
| Weitere Bilder                          | Kirche, Treppenaufgang an der Kirche und Steinbank (an der Löbauer Straße), Kirchhofsmauern, auf dem Kirchhof Kriegerdenkmale für die Gefallenen des deutsch-französischen Krieges und die Gefallenen des Ersten Weltkrieges, Nebengebäude, Grabstätte der Familie Gocht, Lutherbuche mit Gedenkstein (Einzeldenkmale zu ID-Nr. 09303216) | Beiersdorfer Straße 2 (Karte)                                   | 1780 (Kirche); bezeichnet mit 1852 (Treppenaufgang); bezeichnet mit 1866, bezeichnet mit 1871, nach 1918 (Kriegerdenkmale) | Einzeldenkmale der Sachgesamtheit Kirche und Kirchhof Schönbach; baugeschichtlich, ortsgeschichtlich und ortsbildprägend von Bedeutung, barocke Saalkirche mit umlaufenden Emporen in zwei Geschossen und Westturm (Wetterfahne bezeichnet mit 1851), Kriegerdenkmale umgeben mit runder Mauer, bestehend aus vier Steintafeln und einem Obelisk | 09226134 |
| Direkt Bild zu diesem Denkmal hochladen | Wohnhaus (Umgebinde) über winkeligem Grundriss mit rückwärtigen Anbauten, dazu Granitplattenweg und Vorgarten-Einfriedung | Beiersdorfer Straße 4 (Karte)                                   | Bezeichnet mit 1782 | Baugeschichtlich von Bedeutung, Umgebindehaus (Obergeschoss Fachwerk verschiefert) mit Korbbogenportal, schmiedeeiserne Einfriedung | 09226199 |
| Direkt Bild zu diesem Denkmal hochladen | Wohnhaus mit parkartigem Garten | Beiersdorfer Straße 5 (Karte)                                   | Bezeichnet mit 1927 | Baugeschichtlich von Bedeutung, villenartiges Wohngebäude im traditionalistischen Stil der 1920er Jahre, Anklänge an den Reformstil der Zeit um 1910 | 09226198 |
| Direkt Bild zu diesem Denkmal hochladen | Wohnhaus mit rückwärtigen Anbauten und zwei winkelförmig aneinandergebaute Seitengebäude/Scheunen eines Bauernhofes sowie Hofpflasterung und Gartenhaus | Beiersdorfer Straße 6 (Karte)                                   | Um 1800 (Wohnhaus); um 1880 (Scheune); um 1900 (Gartenhaus)                                                                | Baugeschichtlich von Bedeutung, Wohnhaus (Obergeschoss Fachwerk verschiefert) mit repräsentativem Granittürstock und zwei kleinen Dachhechten, Scheune/Seitengebäude aus Granitquadermauerwerk, klassizistisches Gartenhaus mit Putzzier, Vordach flankiert von zwei gusseisernen Säulen | 09226200 |
| Direkt Bild zu diesem Denkmal hochladen | Wohnhaus | Beiersdorfer Straße 7 (Karte)                                   | 2. Hälfte 19. Jahrhundert                                                                                                  | Sozialgeschichtlich von Bedeutung, schlichtes ländliches Wohnhaus mit Drempelgeschoss | 09226205 |
| Direkt Bild zu diesem Denkmal hochladen | Wohnhaus mit rückwärtigem Anbau und Scheune eines Bauernhofes | Beiersdorfer Straße 10 (Karte)                                  | Bezeichnet mit 1794 | Baugeschichtlich und wirtschaftsgeschichtlich von Bedeutung, Wohnhaus (Fachwerk-Obergeschoss verkleidet) mit Korbbogenportal, Scheune aus Granitmauerwerk | 09226201 |
|                                         | Wohnhaus (Umgebinde) über winkeligem Grundriss mit rückwärtigem Anbau, dazu Einfriedung, Hofpflaster und Hofbaum | Beiersdorfer Straße 12 (Karte)                                  | Bezeichnet mit 1792; bezeichnet mit 1830                                                                                   | Orts- und baugeschichtlich von Bedeutung, repräsentatives Umgebindehaus (Obergeschoss Fachwerk verschiefert) mit profilierten Säulen, doppelter Blockstube und zwei schönen Korbbogenportalen, ehemaliges Kantorat | 09226202 |
| Direkt Bild zu diesem Denkmal hochladen | Wohnhaus (Umgebinde) | Beiersdorfer Straße 13 (Karte)                                  | Bezeichnet mit 1895 | Baugeschichtlich von Bedeutung, Umgebindewohnhaus (Obergeschoss Fachwerk verschiefert) mit Dachhecht | 09226206 |
| Direkt Bild zu diesem Denkmal hochladen | Ländliches Wohnhaus | Beiersdorfer Straße 14 (Karte)                                  | Ende 19. Jahrhundert | Baugeschichtlich von Bedeutung, Wohnhaus (Obergeschoss Fachwerk verschiefert) mit Putzzier und Granittürstock | 09225410 |
| Direkt Bild zu diesem Denkmal hochladen | Wohnhaus, dazu Einfriedung des Vorgartens | Beiersdorfer Straße 16 (Karte)                                  | Ende 19. Jahrhundert | Sozialgeschichtlich von Bedeutung, kleines ländliches Wohnhaus mit Drempelgeschoss | 09225411 |
| Direkt Bild zu diesem Denkmal hochladen | Wohnhaus (Umgebinde), ehemaliges Faktorenhaus Christian Friedrich Zische, dazu Toreinfahrt und Einfriedung | Beiersdorfer Straße 18 (Karte)                                  | Bezeichnet mit 1785 | Repräsentatives ländliches Wohnhaus (giebelseitig mit Umgebinde, Obergeschoss Fachwerk verschiefert) mit zwei Zierschornsteinen und Korbbogenportal | 09225412 |
| Direkt Bild zu diesem Denkmal hochladen | Wohnhaus (Umgebinde) über winkelförmigem Grundriss mit rückwärtigem Anbau, im Hof Mangelgebäude (mit Wäschemangel) sowie Stall- und Scheunengebäude, dazu Einfriedung | Beiersdorfer Straße 21 (Karte)                                  | Bezeichnet mit 1870 | Baugeschichtlich von Bedeutung, Umgebindehaus (Obergeschoss Fachwerk verschiefert) mit Granittürstock und Ladeneinbau | 09226209 |
| Direkt Bild zu diesem Denkmal hochladen | Wohnhaus (Umgebinde) und Scheune eines Bauernhofes, dazu Einfriedung | Beiersdorfer Straße 22 (Karte)                                  | Bezeichnet mit 1825 | Baugeschichtlich von Bedeutung, Umgebindehaus (Obergeschoss Fachwerk verbrettert und teilweise verschiefert) mit Korbbogenportal | 09225413 |
| Direkt Bild zu diesem Denkmal hochladen | Wohnhaus (Umgebinde) | Beiersdorfer Straße 24 (Karte)                                  | Laut Auskunft 1779 | Baugeschichtlich von Bedeutung, schlichtes Umgebindehaus (Obergeschoss Fachwerk verschiefert) | 09225414 |
|                                         | Villa, dazu parkartiger Garten | Beiersdorfer Straße 25 (Karte)                                  | Bezeichnet mit 1900 | Baugeschichtlich von Bedeutung, ziegelsichtiger gründerzeitlicher Ziegelbau, mit Putzzier und Ziergiebeln, hölzernem Windfang und zweigeschossiger Holzveranda | 09226210 |
| Direkt Bild zu diesem Denkmal hochladen | Wohnhaus und angebaute Scheune eines Bauernhofes über winkelförmigem Grundriss | Beiersdorfer Straße 26 (Karte)                                  | 2. Hälfte 19. Jahrhundert                                                                                                  | Baugeschichtlich und wirtschaftsgeschichtlich von Bedeutung, kleiner Bauernhof mit eingeschossigem Wohnhaus | 09225415 |
| Direkt Bild zu diesem Denkmal hochladen | Wohnhaus und Scheune/Seitengebäude über winkelförmigem Grundriss, dazu Gartenhäuschen, Bauerngarten und Einfriedung | Beiersdorfer Straße 27 (Karte)                                  | Bezeichnet mit 1819 | Baugeschichtlich und ortsgeschichtlich von Bedeutung, repräsentatives Wohnhaus (ehemaliges Faktorenhaus?), massiver Putzbau mit Mansarddach und Korbbogenportal, Bauerngarten mit Buchsbaumeinfassung | 09226175 |
| Direkt Bild zu diesem Denkmal hochladen | Schule mit zwei rückwärtigen Anbauten | Beiersdorfer Straße 30 (Karte)                                  | Bezeichnet mit 1902 | Baugeschichtlich und ortsgeschichtlich von Bedeutung, repräsentatives historistisches Schulgebäude mit überhöhtem Mittelrisalit | 09226240 |
| Direkt Bild zu diesem Denkmal hochladen | Ländliches Wohnhaus | Beiersdorfer Straße 31 (Karte)                                  | Um 1890 | Baugeschichtlich von Bedeutung, schlichter Massivbau mit Putzzier | 09226170 |
| Direkt Bild zu diesem Denkmal hochladen | Wohnhaus und Seitengebäude eines Bauernhofes | Beiersdorfer Straße 36 (Karte)                                  | Ende 19. Jahrhundert | Baugeschichtlich und wirtschaftsgeschichtlich von Bedeutung, einfaches Wohnhaus (Fachwerk-Obergeschoss zweifarbig verschiefert) | 09226169 |
| Direkt Bild zu diesem Denkmal hochladen | Wohnhaus (Umgebinde) | Beiersdorfer Straße 38 (Karte)                                  | 2. Hälfte 19. Jahrhundert                                                                                                  | Baugeschichtlich von Bedeutung, Umgebindehaus (Obergeschoss Fachwerk verschiefert) | 09226166 |
| Direkt Bild zu diesem Denkmal hochladen | Wohnstallhaus (Umgebinde) eines Bauernhofes | Beiersdorfer Straße 39 (Karte)                                  | Bezeichnet mit 1873 | Baugeschichtlich von Bedeutung, Umgebindehaus (Obergeschoss Fachwerk verkleidet) mit Granittürstock | 09226168 |
| Direkt Bild zu diesem Denkmal hochladen | Ehemalige Textilfabrik Johann Christian Zische, mit Wohnhaus (ehemaliges Faktorenhaus), Seitengebäude (ehemaliges Wirtschaftsgebäude), Verwaltungsgebäude, mehreren Produktionsgebäuden, Heizhaus und Schornstein, dazu ein kleines Nebengebäude an der Beiersdorfer Straße und Hofpflaster                                               | Beiersdorfer Straße 43, 45, 47 (Karte)                          | Bezeichnet mit 1815 (Faktorenhaus); 1. Hälfte 19. Jahrhundert (Wirtschaftsgebäude); um 1905 (Fabrikgebäude)                | Baugeschichtlich und ortsgeschichtlich von Bedeutung, ehemaliges Faktorenhaus massiver Putzbau mit Mittelrisalit und Korbbogenportal, Seitengebäude (ehemaliges Wirtschaftsgebäude, Obergeschoss Fachwerk verbrettert), Verwaltungsgebäude (mit Stockgesims, flachem Walmdach und Einfriedung), Produktionsgebäude (mit Putz- und Ziegelzier, Toreinbauten und hölzernem Dachaufbau, Dacherkerturm mit Uhr und Glocken), weiterem Produktionsgebäude (mit Stufengiebeln, Zierankern, ziegelverblendetem Erdgeschoss), schlichtes Heizhaus (mit Metallrundbogenfenstern) | 09226241 |
| Direkt Bild zu diesem Denkmal hochladen | Wohnhaus (Umgebinde) | Beiersdorfer Straße 44 (Karte)                                  | Mitte 19. Jahrhundert | Baugeschichtlich von Bedeutung, kleines eingeschossiges Umgebindehaus (Fachwerk-Giebel zweifarbig verschiefert) | 09226167 |
| Direkt Bild zu diesem Denkmal hochladen | Wasserborn | Beiersdorfer Straße 46 (bei) (Karte)                            | Bezeichnet mit 1840 | Mit Granitsteinfassung, ortsgeschichtlich von Bedeutung | 09226165 |
| Direkt Bild zu diesem Denkmal hochladen | Wohnstallhaus (Umgebinde) | Beiersdorfer Straße 49 (Karte)                                  | Bezeichnet mit 1877 | Baugeschichtlich von Bedeutung, Umgebindehaus (Obergeschoss Fachwerk) mit Granittürstock und Dachhecht | 09225407 |
| Direkt Bild zu diesem Denkmal hochladen | Wohnhaus (Umgebinde) | Beiersdorfer Straße 54 (Karte)                                  | Mitte 19. Jahrhundert | Baugeschichtlich von Bedeutung, kleines eingeschossiges Umgebindehaus | 09226162 |
| Direkt Bild zu diesem Denkmal hochladen | Wohnhaus (Umgebinde) (ohne Anbau) | Beiersdorfer Straße 56 (Karte)                                  | 2. Hälfte 19. Jahrhundert                                                                                                  | Baugeschichtlich von Bedeutung, Umgebindehaus (Obergeschoss Fachwerk verschiefert) | 09226160 |
| Direkt Bild zu diesem Denkmal hochladen | Wohnhaus (Umgebinde) mit Anbau, dazu Schuppen | Beiersdorfer Straße 63 (Karte)                                  | Bezeichnet mit 1786 | Baugeschichtlich von Bedeutung, Umgebindehaus (Obergeschoss Fachwerk verschiefert), Holzschuppen | 09226152 |
| Direkt Bild zu diesem Denkmal hochladen | Wohnhaus (Umgebinde) mit rückwärtigem Anbau (mit Umgebinde), dazu Einfriedung | Beiersdorfer Straße 64 (Karte)                                  | 2. Hälfte 19. Jahrhundert                                                                                                  | Baugeschichtlich von Bedeutung, kleines eingeschossiges Umgebindehaus mit zweigeschossigem Rückbau (Fachwerk-Obergeschoss und -Giebel zweifarbig verschiefert) | 09226157 |
| Direkt Bild zu diesem Denkmal hochladen | Wohnhaus mit rückwärtigem Anbau | Beiersdorfer Straße 66 (Karte)                                  | Ende 19. Jahrhundert | Sozialgeschichtlich von Bedeutung, kleines eingeschossiges ländliches Wohnhaus mit zweigeschossigem Rückbau | 09226156 |
| Direkt Bild zu diesem Denkmal hochladen | Friedenseiche und Gedenkstein | Beiersdorfer Straße 68 (bei) (Karte)                            | Bezeichnet mit 1956 | Ortsgeschichtlich von Bedeutung | 09225409 |
| Direkt Bild zu diesem Denkmal hochladen | Wohnhaus (Umgebinde) | Beiersdorfer Straße 70 (Karte)                                  | Mitte 19. Jahrhundert | Baugeschichtlich von Bedeutung, Umgebindehaus (Obergeschoss Fachwerk verschiefert und verbrettert) | 09226138 |
| Direkt Bild zu diesem Denkmal hochladen | Wohnstallhaus (Umgebinde) eines ehemaligen Bauernhofes | Beiersdorfer Straße 71 (Karte)                                  | Bezeichnet mit 1859 | Baugeschichtlich von Bedeutung, großes Umgebindehaus (Obergeschoss Fachwerk verschiefert) mit profilierten Säulen und Dachhecht | 09226150 |
| Direkt Bild zu diesem Denkmal hochladen | Ländliches Wohnhaus | Beiersdorfer Straße 72 (Karte)                                  | 2. Hälfte 19. Jahrhundert                                                                                                  | Sozialgeschichtlich von Bedeutung, kleines eingeschossiges ländliches Wohnhaus (Giebel Fachwerk verbrettert) | 09226139 |
| Direkt Bild zu diesem Denkmal hochladen | Wohnstallhaus eines ehem. Bauernhofes | Beiersdorfer Straße 73 (Karte)                                  | Mitte 19. Jahrhundert | Baugeschichtlich von Bedeutung, Wohnstallhaus (Obergeschoss Fachwerk verschiefert) mit Dachhecht | 09226148 |
| Direkt Bild zu diesem Denkmal hochladen | Wasserborn | Beiersdorfer Straße 73 (bei) (Karte)                            | Bezeichnet mit 1844 | Mit Granitsteinfassung, ortsgeschichtlich von Bedeutung | 09226149 |
| Direkt Bild zu diesem Denkmal hochladen | Wohnhaus (Umgebinde) | Beiersdorfer Straße 78 (Karte)                                  | Mitte 19. Jahrhundert, später verändert                                                                                    | Baugeschichtlich von Bedeutung, Umgebindehaus (Obergeschoss Fachwerk) mit Dachhecht | 09226141 |
| Direkt Bild zu diesem Denkmal hochladen | Ländliches Wohnhaus mit Anbauten | Beiersdorfer Straße 80 (Karte)                                  | Bezeichnet mit 1880 | Baugeschichtlich von Bedeutung, schlichtes Wohnhaus (Obergeschoss Fachwerk verschiefert) mit ehemaliger Knopffabrikation | 09226143 |
| Direkt Bild zu diesem Denkmal hochladen | Wohnhaus (Umgebinde) und Scheune eines Bauernhofes | Beiersdorfer Straße 83 (Karte)                                  | Bezeichnet mit 1802 | Baugeschichtlich von Bedeutung, kleiner Bauernhof, Umgebindehaus (Obergeschoss Fachwerk verschiefert) mit Korbbogenportal, Fachwerkscheune mit drei hohen Umgebindejochen | 09226147 |
| Direkt Bild zu diesem Denkmal hochladen | Granitsteinbruch mit Kran | Beiersdorfer Straße 85 (Karte)                                  | Ende 19. Jahrhundert | Ortsgeschichtlich und technikgeschichtlich von Bedeutung | 09226140 |
| Direkt Bild zu diesem Denkmal hochladen | Wohnstallhaus (Umgebinde), Scheune und zwei aneinandergebaute Seitengebäuden eines Vierseithofes, dazu Hofpflaster | Beiersdorfer Straße 90 (Karte)                                  | 2. Hälfte 19. Jahrhundert                                                                                                  | Baugeschichtlich und wirtschaftsgeschichtlich von Bedeutung, Umgebindehaus (Obergeschoss Fachwerk verschiefert) mit schlichtem Granittürstock und zwei übereinanderliegenden Dachhechten | 09226145 |
|                                         | Wohnhaus und Scheune eines ehemaligen Mühlengrundstücks | Beiersdorfer Straße 91 (Karte)                                  | Bezeichnet mit 1885 | Baugeschichtlich und wirtschaftsgeschichtlich von Bedeutung, Wohnhaus (Obergeschoss Fachwerk verschiefert) eines ehemaligen Windmühlengrundstück mit Bäckerei (Mühle abgebrochen) | 09226146 |
| Direkt Bild zu diesem Denkmal hochladen | Wohnhaus und Seitengebäude eines Bauernhofes | Dörfelweg 1 (Karte)                                             | Bezeichnet mit 1787 | Baugeschichtlich von Bedeutung, schlichtes Wohnhaus (Fachwerk-Obergeschoss zweifarbig verschiefert, teilweise verputzt) | 09226113 |
| Direkt Bild zu diesem Denkmal hochladen | Wohnhaus (Umgebinde) mit angebauter Scheune | Dörfelweg 8 (Karte)                                             | Mitte 19. Jahrhundert | Baugeschichtlich von Bedeutung, eingeschossiges Umgebindehaus mit Dachhecht | 09226115 |
| Direkt Bild zu diesem Denkmal hochladen | Ländliches Wohnhaus | Dürrhennersdorfer Straße 1 (Karte)                              | Bezeichnet mit 1846 | Baugeschichtlich von Bedeutung, Wohnhaus (Obergeschoss Fachwerk verschiefert) mit Granittürstock | 09226129 |
| Direkt Bild zu diesem Denkmal hochladen | Wohnhaus, dazu Einfriedung | Dürrhennersdorfer Straße 8 (Karte)                              | Um 1930 | Baugeschichtlich von Bedeutung, Wohnhaus im Stil der 1920er Jahre, mit Klinkerverzierung | 09226116 |
| Direkt Bild zu diesem Denkmal hochladen | Wohnhaus (Umgebinde) | Dürrhennersdorfer Straße 13 (Karte)                             | Mitte 19. Jahrhundert | Baugeschichtlich von Bedeutung, kleines eingeschossiges Umgebindehaus, schlichter Granittürstock | 09226111 |
| Direkt Bild zu diesem Denkmal hochladen | Wasserborn | Dürrhennersdorfer Straße 13 (bei) (Karte)                       | Bezeichnet mit 1826 | Mit Granitsteinfassung, ortsgeschichtlich von Bedeutung | 09226112 |
| Direkt Bild zu diesem Denkmal hochladen | Wohnhaus (Umgebinde) | Dürrhennersdorfer Straße 27 (Karte)                             | Mitte 19. Jahrhundert, später verändert                                                                                    | Baugeschichtlich von Bedeutung, eingeschossiges Umgebindehaus (Fachwerk-Giebel zweifarbig verschiefert) mit Dachhecht | 09226110 |
|                                         | Steinkreuz | Löbauer Straße (Karte)                                          | Bezeichnet mit 1840 | Geschichtlich von Bedeutung, mit Inschrift | 09226215 |
| Direkt Bild zu diesem Denkmal hochladen | Straßenbrücke über einen Wasserlauf | Löbauer Straße (nahe Nr. 1, Kreuzung Niederdorfstraße) (Karte)  | Tafel bezeichnet mit 1847                                                                                                  | Baugeschichtlich von Bedeutung, Rundbogenbrücke aus grob behauenen Granitsteinen | 09226125 |
| Direkt Bild zu diesem Denkmal hochladen | Gasthof mit Saalanbau, angebautem Nebengebäude und Kegelbahn (Kretscham) | Löbauer Straße 1, 1a (Karte)                                    | 1889 (Gasthof); 1897 (Saal)                                                                                                | Baugeschichtlich und ortsgeschichtlich von Bedeutung, älterer Teil des Gasthofes mit Fachwerk-Obergeschoss (verschiefert), gründerzeitlicher Saalanbau in Ziegelbauweise, ortsbildprägende Lage nahe dem Kirchhof | 09226133 |
|                                         | Schule mit rückwärtigem Anbau | Löbauer Straße 2 (Karte)                                        | Laut Auskunft 1902 | Baugeschichtlich und ortsgeschichtlich von Bedeutung, zweigeschossiges Schulgebäude (mit Lisenengliederung und Putzzier) im Stil des Historismus, mit dreigeschossigem Mittelrisalit und kleinem Rückbau | 09226130 |
| Direkt Bild zu diesem Denkmal hochladen | Verwaltungsgebäude (Gemeindeamt), vermutlich Alte Schule | Löbauer Straße 4 (Karte)                                        | Anfang 19. Jahrhundert | Baugeschichtlich und ortsgeschichtlich von Bedeutung, zweigeschossiges Verwaltungsgebäude mit Korbbogenportal | 09226131 |
| Direkt Bild zu diesem Denkmal hochladen | Wohnhaus (Umgebinde), Stallgebäude und Scheune eines Bauernhofes | Löbauer Straße 8 (Karte)                                        | Mitte 19. Jahrhundert | Baugeschichtlich von Bedeutung, ortsbildprägendes Umgebindehaus (Obergeschoss Fachwerk) | 09226132 |
| Direkt Bild zu diesem Denkmal hochladen | Wohnhaus | Lochbergstraße 4 (Karte)                                        | 2. Hälfte 19. Jahrhundert                                                                                                  | Baugeschichtlich von Bedeutung, schlichtes Wohnhaus (Obergeschoss Fachwerk verschiefert) | 09226174 |
| Direkt Bild zu diesem Denkmal hochladen | Wohnhaus (Umgebinde) | Neudorfstraße 1 (Karte)                                         | Mitte 19. Jahrhundert, später verändert                                                                                    | Baugeschichtlich von Bedeutung, einfaches Umgebindehaus (Obergeschoss Fachwerk) | 09226197 |
| Direkt Bild zu diesem Denkmal hochladen | Wohnhaus (Umgebinde) mit Anbau | Neudorfstraße 2 (Karte)                                         | Laut Auskunft nach 1806 | Baugeschichtlich von Bedeutung, Umgebindehaus (Fachwerk-Obergeschoss ornamental verschiefert) | 09226171 |
| Direkt Bild zu diesem Denkmal hochladen | Wohnhaus | Neudorfstraße 3 (Karte)                                         | Um 1900 | Baugeschichtlich von Bedeutung, gründerzeitlicher Putzbau mit Mittelrisalit und Drempelgeschoss | 09226196 |
| Direkt Bild zu diesem Denkmal hochladen | Wohnhaus und Scheune eines Zweiseithofes | Neudorfstraße 4 (Karte)                                         | 1. Hälfte 19. Jahrhundert                                                                                                  | Baugeschichtlich und wirtschaftsgeschichtlich von Bedeutung, Wohnhaus (Obergeschoss Fachwerk verschiefert), Holzscheune | 09226177 |
| Direkt Bild zu diesem Denkmal hochladen | Wohn- und Verwaltungsgebäude, der vordere Flügel des Produktionsgebäudes und die Steinsäge (Gattersäge) eines Granitwerkes Israel | Neudorfstraße 5 (Karte)                                         | Um 1900 (Verwaltungsgebäude); 1920 (Gattersäge)                                                                            | Baugeschichtlich, ortsgeschichtlich und technikgeschichtlich von Bedeutung, Ensemble von Gründerzeitgebäuden, Wohn- und Verwaltungsgebäude mit Putzzier und Mittelrisalit | 09226195 |
| Direkt Bild zu diesem Denkmal hochladen | Wohnhaus (Umgebinde) eines Bauernhofes, dazu Steinbank und Einfriedung | Neudorfstraße 12 (Karte)                                        | Bezeichnet mit 1841 | Baugeschichtlich von Bedeutung, Umgebindehaus (Obergeschoss Fachwerk verputzt) mit profilierten Säulen und Korbbogenportal | 09226178 |
| Direkt Bild zu diesem Denkmal hochladen | Wohnhaus (Umgebinde) mit rückwärtigem Anbau (mit Umgebinde) und Scheune eines Zweiseithofes | Neudorfstraße 14 (Karte)                                        | Laut Auskunft 1780 | Baugeschichtlich von Bedeutung, eingeschossiges Umgebindehaus (Giebel Fachwerk, z. T. verbrettert) mit profilierten Säulen und zweigeschossigem Rückbau (Obergeschoss Fachwerk) | 09226179 |
| Direkt Bild zu diesem Denkmal hochladen | Wohnhaus (Umgebinde) | Neudorfstraße 16 (Karte)                                        | Mitte 19. Jahrhundert | Baugeschichtlich von Bedeutung, kleines eingeschossiges Umgebindehaus (Giebel Fachwerk verschiefert) mit Drempelgeschoss | 09226180 |
| Direkt Bild zu diesem Denkmal hochladen | Wohnhaus (Umgebinde) (ohne Anbau), dazu Einfriedung | Neudorfstraße 20 (Karte)                                        | 1. Hälfte 19. Jahrhundert                                                                                                  | Baugeschichtlich von Bedeutung, kleines eingeschossiges Umgebindehaus (Fachwerkgiebel ornamental verschiefert) mit kleinem Dachhecht | 09226181 |
| Direkt Bild zu diesem Denkmal hochladen | Wohnhaus (Umgebinde) und Schuppen | Neudorfstraße 24 (Karte)                                        | 1. Hälfte 19. Jahrhundert                                                                                                  | Baugeschichtlich von Bedeutung, kleines eingeschossiges Umgebindehaus (Fachwerk-Giebel verschiefert) mit Dachhecht, kleiner Holzschuppen | 09226182 |
| Direkt Bild zu diesem Denkmal hochladen | Wohnhaus (Umgebinde) und Scheune eines Zweiseithofes, dazu Steinbank, Plattenweg und Einfriedung | Neudorfstraße 26 (Karte)                                        | Bezeichnet mit 1846 | Baugeschichtlich von Bedeutung, Umgebindehaus (Obergeschoss Fachwerk verschiefert) mit Granittürstock, Fachwerkscheune | 09226183 |
| Direkt Bild zu diesem Denkmal hochladen | Wohnhaus (Umgebinde) | Neudorfstraße 30 (Karte)                                        | 2. Hälfte 19. Jahrhundert                                                                                                  | Baugeschichtlich von Bedeutung, kleines eingeschossiges Umgebindehaus mit Dachhecht | 09226184 |
| Direkt Bild zu diesem Denkmal hochladen | Wohnhaus (Umgebinde) (ohne Anbauten), dazu Steinbank, Granitplattenweg und Einfriedung | Neudorfstraße 32 (Karte)                                        | Mitte 19. Jahrhundert | Baugeschichtlich von Bedeutung, Umgebindehaus (Fachwerk-Obergeschoss zweifarbig verschiefert), hölzerner Scheunenanbau | 09226185 |
| Direkt Bild zu diesem Denkmal hochladen | Wohnhaus und Scheune eines Zweiseithofes | Neudorfstraße 34 (Karte)                                        | Mitte 19. Jahrhundert, später verändert                                                                                    | Baugeschichtlich von Bedeutung, schlichtes Wohnhaus (Obergeschoss Fachwerk verschiefert) und Holzscheune | 09226186 |
| Direkt Bild zu diesem Denkmal hochladen | Wohnhaus mit winkelförmigem Scheunenanbau eines Bauernhofes, dazu Einfriedung | Neudorfstraße 36 (Karte)                                        | Um 1900, im Kern älter | Baugeschichtlich von Bedeutung, gründerzeitliche Fassade mit Putzzier und Mittelrisalit, umgebautes Umgebindehaus, im Ort selten | 09226187 |
| Direkt Bild zu diesem Denkmal hochladen | Wohnhaus (Umgebinde) mit Einfriedung | Neudorfstraße 38 (Karte)                                        | Mitte 19. Jahrhundert | Baugeschichtlich von Bedeutung, kleines eingeschossiges Umgebindewohnhaus (Fachwerk-Giebel verschiefert) | 09226188 |
| Direkt Bild zu diesem Denkmal hochladen | Wohnhaus eines Bauernhofes mit winkelförmigem Scheunenanbau und rückwärtigem Anbau, dazu Steinbank, Plattenweg und Pflaster | Neudorfstraße 40 (Karte)                                        | Mitte 19. Jahrhundert | Baugeschichtlich und sozialgeschichtlich von Bedeutung, eingeschossiges ländliches Wohnhaus mit zweigeschossigem Rückbau (Fachwerk-Obergeschoss und -Giebel verschiefert) | 09226189 |
| Direkt Bild zu diesem Denkmal hochladen | Wohnhaus (Umgebinde) (ohne Anbauten) | Neudorfstraße 48 (Karte)                                        | Mitte 19. Jahrhundert, später verändert                                                                                    | Baugeschichtlich von Bedeutung, Umgebindehaus (Obergeschoss Fachwerk verschiefert) mit Dachhecht | 09226191 |
| Direkt Bild zu diesem Denkmal hochladen | Wohnhaus (Umgebinde) und Scheune eines Zweiseithofes, dazu Steinbank, Plattenweg und Einfriedung | Neudorfstraße 50 (Karte)                                        | Bezeichnet mit 1828 | Baugeschichtlich von Bedeutung, Umgebindewohnhaus (Obergeschoss Fachwerk verschiefert) mit Granittürstock, Holzscheune | 09226192 |
| Direkt Bild zu diesem Denkmal hochladen | Wohnhaus (Umgebinde) mit rückwärtigem Anbau und winkelförmig angebautem Seitengebäude eines Bauernhofes, dazu Steinbank und Granitplattenweg | Neudorfstraße 52 (Karte)                                        | Bezeichnet mit 1844 | Baugeschichtlich von Bedeutung, Umgebindehaus (Obergeschoss Fachwerk verschiefert) mit Korbbogenportal und zweigeschossigem Rückbau | 09226193 |
| Direkt Bild zu diesem Denkmal hochladen | Wohnhaus (Umgebinde) mit rückwärtigem Anbau | Neudorfstraße 60 (Karte)                                        | Mitte 19. Jahrhundert, später verändert                                                                                    | Baugeschichtlich von Bedeutung, eingeschossiges Umgebindehaus mit Drempelgeschoss und zweigeschossigem Rückbau (Fachwerk-Obergeschoss zweifarbig verschiefert) | 09226194 |
| Direkt Bild zu diesem Denkmal hochladen | Wasserborn | Niederdorfstraße (gegenüber Einmündung Am Mühlgraben) (Karte)   | Mitte 19. Jahrhundert | Mit Granitsteinfassung, ortsgeschichtlich von Bedeutung | 09226190 |
| Direkt Bild zu diesem Denkmal hochladen | Steindeckerbrücke | Niederdorfstraße (neben Nr. 2) (Karte)                          | Bezeichnet mit 1805 | Baugeschichtlich von Bedeutung, ortstypische Granitsteinplattenbrücke | 09226137 |
| Direkt Bild zu diesem Denkmal hochladen | Wohnhaus (Umgebinde) | Niederdorfstraße 1 (Karte)                                      | Mitte 19. Jahrhundert | Baugeschichtlich von Bedeutung, Umgebindehaus (Giebel und Obergeschoss Fachwerk) mit Dachhecht | 09226071 |
| Direkt Bild zu diesem Denkmal hochladen | Wohnhaus (Umgebinde) | Niederdorfstraße 3 (Karte)                                      | Mitte 19. Jahrhundert | Baugeschichtlich von Bedeutung, kleines eingeschossiges Umgebindehaus (Fachwerk-Giebel verschiefert) | 09226072 |
| Direkt Bild zu diesem Denkmal hochladen | Wohnhaus (Umgebinde) | Niederdorfstraße 4 (Karte)                                      | 1. Hälfte 19. Jahrhundert, verändert                                                                                       | Baugeschichtlich von Bedeutung, Umgebindehaus (Obergeschoss Fachwerk verschiefert) mit doppelter Blockstube, von Seltenheitswert | 09226086 |
| Direkt Bild zu diesem Denkmal hochladen | Wohnhaus (Umgebinde) | Niederdorfstraße 5 (Karte)                                      | Bezeichnet mit 1791 | Baugeschichtlich von Bedeutung, Umgebindehaus (Obergeschoss Fachwerk verschiefert) mit Korbbogenportal (hinter Vorhäuschen) | 09226070 |
| Direkt Bild zu diesem Denkmal hochladen | Wohnhaus (Umgebinde) | Niederdorfstraße 6 (Karte)                                      | Mitte 19. Jahrhundert | Baugeschichtlich von Bedeutung, ortsbildprägendes Umgebindehaus (Obergeschoss Fachwerk) mit profilierten Säulen und Korbbogenportal | 09226087 |
| Direkt Bild zu diesem Denkmal hochladen | Hofgebäude mit Wäschemangel | Niederdorfstraße 7 (Karte)                                      | Um 1900 | Technikgeschichtlich von Bedeutung, originale Mangelstube | 09226074 |
| Direkt Bild zu diesem Denkmal hochladen | Wohnhaus (Umgebinde) | Niederdorfstraße 9 (Karte)                                      | Mitte 19. Jahrhundert | Baugeschichtlich von Bedeutung, Umgebindehaus (Obergeschoss Fachwerk verschiefert) mit Dachhecht | 09226088 |
|                                         | Pfarrhaus mit rückwärtigem Anbau, Seitengebäude und Scheune im Pfarrhof, dazu Steintrog und parkähnlich gestalteter Pfarrgarten mit Teich | Niederdorfstraße 10 (Karte)                                     | Laut Auskunft 1827 | Baugeschichtlich und ortsgeschichtlich von Bedeutung, Pfarrhaus (Obergeschoss Fachwerk verschiefert) mit rückwärtigem verkleideten Laubengang, von Seltenheitswert | 09226089 |
| Direkt Bild zu diesem Denkmal hochladen | Wohnhaus (Umgebinde) | Niederdorfstraße 11 (Karte)                                     | Mitte 19. Jahrhundert, später verändert                                                                                    | Baugeschichtlich von Bedeutung, kleines eingeschossiges Umgebindehaus (Fachwerk-Giebel verputzt) mit zweigeschossigem Vorbau | 09226176 |
|                                         | Wohnhaus (Umgebinde) auf winkelförmigem Grundriss mit Einfriedung | Niederdorfstraße 12 (Karte)                                     | Bezeichnet mit 1839, später erweitert                                                                                      | Baugeschichtlich von Bedeutung, Umgebindehaus (Obergeschoss Fachwerk verschiefert) mit zweigeschossigem massivem Anbau (Putzbau) | 09226090 |
| Direkt Bild zu diesem Denkmal hochladen | Wohnhaus | Niederdorfstraße 16 (Karte)                                     | Bezeichnet mit 1866 | Sozialgeschichtlich von Bedeutung, eingeschossiges massives ländliches Wohnhaus mit Dachhecht | 09226092 |
| Direkt Bild zu diesem Denkmal hochladen | Ländliches Wohnhaus (ohne Anbauten) | Niederdorfstraße 18 (Karte)                                     | Um 1800 | Baugeschichtlich von Bedeutung, schlichtes Wohnhaus (Obergeschoss Fachwerk verputzt) mit Granittürstock und Dachhecht, ehemaliges Umgebindehaus | 09226094 |
| Direkt Bild zu diesem Denkmal hochladen | Wohnhaushälfte (mit Umgebindeteil) | Niederdorfstraße 21 (Karte)                                     | Mitte 19. Jahrhundert | Baugeschichtlich von Bedeutung, kleines eingeschossiges Umgebindehausteil | 09226085 |
| Direkt Bild zu diesem Denkmal hochladen | Ländliches Wohnhaus | Niederdorfstraße 22 (Karte)                                     | 1. Hälfte 19. Jahrhundert                                                                                                  | Baugeschichtlich von Bedeutung, Wohnhaus (Obergeschoss Fachwerk verbrettert) mit Granittürstock | 09226093 |
|                                         | Wohnhaus (Umgebinde) | Niederdorfstraße 27 (Karte)                                     | Mitte 19. Jahrhundert | Baugeschichtlich von Bedeutung, kleines eingeschossiges Umgebindehaus (Giebel verbrettert) | 09226083 |
| Direkt Bild zu diesem Denkmal hochladen | Wohnhaus mit winkelförmigem Scheunenanbau eines Bauernhofes | Niederdorfstraße 28 (Karte)                                     | Bezeichnet mit 1834 | Baugeschichtlich und wirtschaftsgeschichtlich von Bedeutung, hübsches Wohnhaus (Fachwerk-Obergeschoss zweifarbig ornamental verschiefert) | 09226120 |
|                                         | Wohnhaus (Umgebinde) | Niederdorfstraße 29 (Karte)                                     | Bezeichnet mit 1865 | Baugeschichtlich von Bedeutung, Umgebindehaus (Obergeschoss Fachwerk verkleidet) | 09226121 |
| Direkt Bild zu diesem Denkmal hochladen | Wohnhaus (Umgebinde, Nr. 37) und zum Wohnhaus umgebaute, winkelförmig angebaute Scheune (Nr. 35) eines ehemaligen Bauernhofes | Niederdorfstraße 35, 37 (Karte)                                 | 2. Hälfte 19. Jahrhundert                                                                                                  | Baugeschichtlich von Bedeutung, Umgebindehaus (Obergeschoss engständriges Fachwerk) mit schlichtem Granittürstock | 09226122 |
|                                         | Wohnhaus (Umgebinde) mit integriertem Wirtschaftsteil | Niederdorfstraße 39 (Karte)                                     | Mitte 19. Jahrhundert | Baugeschichtlich von Bedeutung, kleines eingeschossiges Umgebindehaus mit Strohdach | 09226101 |
| Direkt Bild zu diesem Denkmal hochladen | Wohnhaus | Niederdorfstraße 42 (Karte)                                     | 2. Hälfte 19. Jahrhundert                                                                                                  | Sozialgeschichtlich von Bedeutung, kleines eingeschossiges ländliches Wohnhaus | 09226242 |
| Direkt Bild zu diesem Denkmal hochladen | Wohnhaus (Umgebinde) | Niederdorfstraße 43 (Karte)                                     | Mitte 19. Jahrhundert | Baugeschichtlich von Bedeutung, Umgebindehaus (Obergeschoss Fachwerk verschiefert) | 09226102 |
| Weitere Bilder                          | Schloss und Rittergut Niederschönbach (Sachgesamtheit) | Niederdorfstraße 46, 48, 50 (Karte)                             | 1821–1822 | Sachgesamtheit Rittergut Niederschönbach mit folgenden Einzeldenkmalen: Herrenhaus (Nr. 46), zwei Wirtschaftsgebäude (Nr. 48 und 50) und Gutspark (Gartendenkmal), dazu Steintrog im Hof (siehe auch Einzeldenkmal 09226105)sowie Wirtschaftshof als Sachgesamtheitsteil; baugeschichtlich, ortsgeschichtlich sowie landschaftsgestaltend von Bedeutung, repräsentatives zweigeschossiges Schloss mit Mansarddach, Mittelrisalit, Granit-Halbsäulen mit Kapitellen und Korbbogenportal, zwei lange Wirtschaftsgebäude mit Mansarddach und Dachhäuschen, eines mit Korbbogenportal | 09306611 |
| Weitere Bilder                          | Herrenhaus (Nr. 46), zwei Wirtschaftsgebäude (Nr. 48 und 50) und Gutspark (Gartendenkmal), dazu Steintrog im Hof (Einzeldenkmale zu ID-Nr. 09306611) | Niederdorfstraße 46, 48, 50 (Karte)                             | 1821–1822 | Einzeldenkmale der Sachgesamtheit Rittergut Niederschönbach; baugeschichtlich und ortsgeschichtlich sowie landschaftsgestaltend von Bedeutung, repräsentatives zweigeschossiges Wohnhaus mit Mansarddach, Mittelrisalit, prächtigen granitenen Säulen mit Kapitellen und Korbbogenportal, zwei langgestreckte Wirtschaftsgebäude mit Mansarddach und Dachhäuschen, eines mit Korbbogenportal | 09226105 |
| Direkt Bild zu diesem Denkmal hochladen | Wohnhaus (Umgebinde) | Niederdorfstraße 57 (Karte)                                     | Mitte 19. Jahrhundert | Baugeschichtlich von Bedeutung, Umgebindehaus (Obergeschoss Fachwerk verschiefert) | 09226096 |
| Direkt Bild zu diesem Denkmal hochladen | Wohnstallhaus (Umgebinde) mit rückwärtigem Anbau, Scheune und zwei Seitengebäude eines Dreiseithofes, dazu Steinbank, Hofpflaster und Handschwengelpumpe | Oberdorfweg 2 (Karte)                                           | Bezeichnet mit 1870 | Baugeschichtlich und wirtschaftsgeschichtlich von Bedeutung, großer Dreiseithof, Umgebindehaus (Obergeschoss Fachwerk verschiefert) mit Granittürstock und Dachhecht | 09225406 |
| Direkt Bild zu diesem Denkmal hochladen | Wohnhaus (Umgebinde) eines Bauernhofes (ohne Anbauten) | Oberdorfweg 4 (Karte)                                           | Mitte 19. Jahrhundert | Baugeschichtlich von Bedeutung, Umgebindehaus (Obergeschoss Fachwerk verschiefert) | 09226084 |
| Direkt Bild zu diesem Denkmal hochladen | Wohnhaus (Umgebinde) | Oberdorfweg 5 (Karte)                                           | Bezeichnet mit 1824 | Baugeschichtlich von Bedeutung, eingeschossiges Umgebindehaus mit Drempelgeschoss (Drempel verschiefert) | 09225403 |
| Direkt Bild zu diesem Denkmal hochladen | Wohnhaus (Umgebinde) mit angebauter Scheune und Seitengebäude eines Bauernhofes, dazu Hofpflaster | Oberdorfweg 8 (Karte)                                           | Bezeichnet mit 1818 | Baugeschichtlich und wirtschaftsgeschichtlich von Bedeutung, Umgebindehaus (Obergeschoss Fachwerk verschiefert) mit schlichtem Granittürstock | 09225404 |
| Direkt Bild zu diesem Denkmal hochladen | Wohnhaus (Umgebinde) und drei Seitengebäude eines Vierseithofes | Oberdorfweg 10 (Karte)                                          | Bezeichnet mit 1857, im Kern älter                                                                                         | Baugeschichtlich von Bedeutung, großes Umgebindehaus (Obergeschoss Fachwerk verschiefert) mit Korbbogenportal und zwei übereinanderliegenden Dachhechten | 09225401 |
| Direkt Bild zu diesem Denkmal hochladen | Wohnhaus (Umgebinde) (ohne rückwärtigen Anbau) und Scheune eines Zweiseithofes | Querweg 3 (Karte)                                               | Bezeichnet mit 1775 | Baugeschichtlich und wirtschaftsgeschichtlich von Bedeutung, Umgebindehaus (Obergeschoss Fachwerk verschiefert) mit Korbbogenportal und zwei kleinen Dachhechten, Scheune verkleidet | 09226232 |
| Direkt Bild zu diesem Denkmal hochladen | Wohnhaus (Umgebinde) und winkelförmige Scheune eines Bauernhofes | Querweg 4 (Karte)                                               | 1. Hälfte 19. Jahrhundert                                                                                                  | Baugeschichtlich und wirtschaftsgeschichtlich von Bedeutung, Umgebindehaus (Fachwerk-Obergeschoss ornamental zweifarbig verschiefert) mit profilierten Säulen und Granittürstock, Scheune verbrettert | 09226173 |
| Direkt Bild zu diesem Denkmal hochladen | Wohnhaus und Scheune eines Bauernhofes, dazu Hofpflaster | Querweg 5 (Karte)                                               | Bezeichnet mit 1817 | Baugeschichtlich und wirtschaftsgeschichtlich von Bedeutung, Wohnhaus (Obergeschoss Fachwerk verschiefert) mit Korbbogenportal, Scheune mit Fachwerk-Obergeschoss | 09226233 |
| Direkt Bild zu diesem Denkmal hochladen | Wohnstallhaus (Umgebinde), aneinandergebaute Seitengebäude und Scheune eines Dreiseithofes, dazu Hofpflaster und Vorgarten-Einfriedung | Querweg 6 (Karte)                                               | Laut Auskunft 1856 | Baugeschichtlich und wirtschaftsgeschichtlich von Bedeutung, repräsentativer Dreiseithof, Umgebindehaus (Obergeschoss engständriges Fachwerk) mit Granittürstock, Wirtschaftsgebäude in Granitmauerwerk und Fachwerk | 09226172 |
| Direkt Bild zu diesem Denkmal hochladen | Wohnhaus (Umgebinde) | Querweg 7 (Karte)                                               | 1. Hälfte 19. Jahrhundert                                                                                                  | Baugeschichtlich von Bedeutung, Umgebindehaus (Obergeschoss Fachwerk verschiefert) mit schlichtem Granittürstock | 09226234 |
| Direkt Bild zu diesem Denkmal hochladen | Wohnstallhaus und angebautes Seitengebäude (mit Scheune) eines Bauernhofes | Querweg 10 (Karte)                                              | Bezeichnet mit 1828 | Baugeschichtlich und wirtschaftsgeschichtlich von Bedeutung, Bauernhof mit großem Wohnstallhaus (Obergeschoss Fachwerk verschiefert, Korbbogenportal), Scheune aus Granitmauerwerk | 09226154 |
| Direkt Bild zu diesem Denkmal hochladen | Wasserborn | Querweg 10 (bei) (Karte)                                        | Mitte 19. Jahrhundert | Mit Granitsteinfassung, ortsgeschichtlich von Bedeutung | 09226155 |
| Direkt Bild zu diesem Denkmal hochladen | Wohnhaus eines Bauernhofes | Querweg 12 (Karte)                                              | 2. Hälfte 19. Jahrhundert                                                                                                  | Baugeschichtlich von Bedeutung, großes Wohnhaus (Obergeschoss Fachwerk) | 09226142 |
| Direkt Bild zu diesem Denkmal hochladen | Wohnstallhaus mit angebautem Seitengebäude eines Bauernhofes und dahinterliegender Scheune, dazu Einfriedung | Querweg 13 (Karte)                                              | Bezeichnet mit 1865 | Baugeschichtlich und wirtschaftsgeschichtlich von Bedeutung, Wohnstallhaus (Obergeschoss Fachwerk verschiefert) mit Granittürstock | 09226161 |
| Direkt Bild zu diesem Denkmal hochladen | Stallgebäude mit angebauter Scheune und massive Scheune eines Bauernhofes | Querweg 17 (Karte)                                              | Um 1850; laut Auskunft 1914                                                                                                | Wirtschaftsgeschichtlich von Bedeutung, Stallgebäude (Obergeschoss Fachwerk verschiefert), große Scheune in Fachwerk (z. T. verbrettert, Giebel verschiefert), kleine zweite Scheune aus Granitmauerwerk | 09226164 |
| Direkt Bild zu diesem Denkmal hochladen | Wohn- und Gewerbegebäude (Nr. 1c) mit einem im Winkel angebauten Seitenflügel, dazu Gartenhaus (Nr. 1b) | Straße des Friedens 1b, 1c (Karte)                              | Um 1880 | Baugeschichtlich von Bedeutung, gründerzeitliches massives Gebäude mit Putzgliederungen, Gartenhaus mit zwei gusseisernen Säulen | 09226214 |
| Direkt Bild zu diesem Denkmal hochladen | Wohnhaus (Umgebinde) | Straße des Friedens 6 (Karte)                                   | Mitte 19. Jahrhundert | Baugeschichtlich von Bedeutung, einfaches Umgebindehaus (Obergeschoss Fachwerk) | 09226216 |
| Direkt Bild zu diesem Denkmal hochladen | Wohnhaus (Umgebinde) | Straße des Friedens 7 (Karte)                                   | Mitte 19. Jahrhundert | Baugeschichtlich von Bedeutung, Umgebindehaus (Fachwerk-Obergeschoss zweifarbig verschiefert) mit Dachhecht | 09226227 |
| Direkt Bild zu diesem Denkmal hochladen | Wohnhaus | Straße des Friedens 10 (Karte)                                  | Um 1900 | Baugeschichtlich von Bedeutung, zweigeschossiges gründerzeitliches Wohnhaus mit ziegelverblendetem Mittelrisalit | 09226218 |
| Direkt Bild zu diesem Denkmal hochladen | Wohnhaus (Umgebinde) | Straße des Friedens 14 (Karte)                                  | Mitte 19. Jahrhundert | Baugeschichtlich von Bedeutung, Umgebindehaus (Obergeschoss Fachwerk verschiefert) | 09226220 |
| Direkt Bild zu diesem Denkmal hochladen | Wohnhaus (Umgebinde), bauliche Einheit mit Nr. 18 | Straße des Friedens 16 (Karte)                                  | Anfang 19. Jahrhundert | Baugeschichtlich von Bedeutung, kleines eingeschossiges ländliches Wohnhaus, mit historischer Umgebinde-Imitation (?) | 09226221 |
| Direkt Bild zu diesem Denkmal hochladen | Wohnhaus (Umgebinde) | Straße des Friedens 17 (Karte)                                  | Ende 19. Jahrhundert | Baugeschichtlich von Bedeutung, kleines eingeschossiges Umgebindehaus (Fachwerk-Giebel zweifarbig verschiefert) mit doppelter Blockstube | 09226238 |
| Direkt Bild zu diesem Denkmal hochladen | Steindeckerbrücke | Straße des Friedens 17 (bei) (Karte)                            | 19. Jahrhundert | Baugeschichtlich von Bedeutung, ortstypische Granitplattenbrücke | 09226239 |
| Direkt Bild zu diesem Denkmal hochladen | Ländliches Wohnhaus (bauliche Einheit mit Nr. 16) und Schuppen | Straße des Friedens 18 (Karte)                                  | Ende 19. Jahrhundert | Baugeschichtlich von Bedeutung, zweigeschossiges schlichtes Wohnhaus (Obergeschoss Fachwerk verschiefert), Holzschuppen | 09226223 |
| Direkt Bild zu diesem Denkmal hochladen | Dreiseithof mit Wohnhaus, Seitengebäude und Scheune | Straße des Friedens 36 (Karte)                                  | Bezeichnet mit 1857 | Baugeschichtlich und wirtschaftsgeschichtlich von Bedeutung, Wohnhaus (Obergeschoss Fachwerk verschiefert) mit drei Dachhechten und schönem Granittürstock, Wirtschaftsgebäude Fachwerk | 09226228 |
| Direkt Bild zu diesem Denkmal hochladen | Wohnhaus | Straße des Friedens 42 (Karte)                                  | 1920er Jahre | Baugeschichtlich von Bedeutung, im traditionalistischen Stil der 1920er Jahre | 09226229 |
| Direkt Bild zu diesem Denkmal hochladen | Wohnhaus eines Bauernhofes, dazu Einfriedung | Straße des Friedens 46 (Karte)                                  | Bezeichnet mit 1823 | Baugeschichtlich von Bedeutung, ländliches Wohnhaus (Obergeschoss Fachwerk verkleidet) mit Korbbogenportal und zwei übereinanderliegenden Dachhechten | 09226231 |
| Direkt Bild zu diesem Denkmal hochladen | Wohnhaus (Umgebinde) eines Bauernhofes | Straße des Friedens 50 (Karte)                                  | 2. Hälfte 19. Jahrhundert                                                                                                  | Baugeschichtlich von Bedeutung, Umgebindehaus (Obergeschoss Fachwerk verbrettert) mit Dachhecht | 09226230 |
| Direkt Bild zu diesem Denkmal hochladen | Wohnhaus (Umgebinde) (ohne rückwärtigen Anbau) | Straße des Friedens 56 (Karte)                                  | 1. Hälfte 19. Jahrhundert                                                                                                  | Baugeschichtlich von Bedeutung, kleines eingeschossiges Umgebindehaus mit doppelter Blockstube | 09226237 |
| Direkt Bild zu diesem Denkmal hochladen | Wohnhaus (Umgebinde) mit rückwärtigem Anbau | Straße des Friedens 62 (Karte)                                  | Mitte 19. Jahrhundert, später verändert                                                                                    | Baugeschichtlich von Bedeutung, kleines eingeschossiges Umgebindehaus mit zweigeschossigem Rückbau | 09226235 |
| Direkt Bild zu diesem Denkmal hochladen | Wohnhaus | Windmühlenweg 1 (Karte)                                         | Um 1900 | Baugeschichtlich von Bedeutung, zweigeschossiges massives gründerzeitliches Wohnhaus mit Mittelrisalit und Putzzier | 09226207 |
| Weitere Bilder                          | Turmwindmühle | Windmühlenweg 5 (Karte)                                         | Bezeichnet mit 1841 | Orts- und technikgeschichtlich von Bedeutung | 09226208 |

## Ehemalige Denkmäler
| Bild                                    | Bezeichnung                            | Lage                           | Datierung                               | Beschreibung | ID       |
| --------------------------------------- | -------------------------------------- | ------------------------------ | --------------------------------------- | --- | -------- |
|                                         | Wohnhaus (Umgebinde) eines Bauernhofes | Am Feldrain 3 (Karte)          | Mitte 19. Jahrhundert, später verändert | Baugeschichtlich von Bedeutung, eingeschossiges Umgebindehaus mit Dachhecht. Zwischen 2019 und 2024 aus der Denkmalliste gestrichen.                    | 09226106 |
| Direkt Bild zu diesem Denkmal hochladen | Ländliches Wohnhaus                    | Straße des Friedens 12 (Karte) | Bezeichnet mit 1849                     | Baugeschichtlich von Bedeutung, Wohnhaus (Obergeschoss Fachwerk) mit schlichtem Granittürstock. Zwischen 2019 und 2024 aus der Denkmalliste gestrichen. | 09226219 |

## Tabellenlegende
- Bild: Bild des Kulturdenkmals, ggf. zusätzlich mit einem Link zu weiteren Fotos des Kulturdenkmals im Medienarchiv Wikimedia Commons. Wenn man auf das Kamerasymbol klickt, können Fotos zu Kulturdenkmalen aus dieser Liste hochgeladen werden:
- Bezeichnung: Denkmalgeschützte Objekte und ggf. Bauwerksname des Kulturdenkmals
- Lage: Straßenname und Hausnummer oder Flurstücknummer des Kulturdenkmals. Die Grundsortierung der Liste erfolgt nach dieser Adresse. Der Link (Karte) führt zu verschiedenen Kartendiensten mit der Position des Kulturdenkmals. Fehlt dieser Link, wurden die Koordinaten noch nicht eingetragen. Sind diese bekannt, können sie über ein Tool mit einer Kartenansicht einfach nachgetragen werden. In dieser Kartenansicht sind Kulturdenkmale ohne Koordinaten mit einem roten bzw. orangen Marker dargestellt und können durch Verschieben auf die richtige Position in der Karte mit Koordinaten versehen werden. Kulturdenkmale ohne Bild sind an einem blauen bzw. roten Marker erkennbar.
- Datierung: Baubeginn, Fertigstellung, Datum der Erstnennung oder grobe zeitliche Einordnung entsprechend des Eintrags in der sächsischen Denkmaldatenbank
- Beschreibung: Kurzcharakteristik des Kulturdenkmals entsprechend des Eintrags in der sächsischen Denkmaldatenbank, ggf. ergänzt durch die dort nur selten veröffentlichten Erfassungstexte oder zusätzliche Informationen
- ID: Vom Landesamt für Denkmalpflege Sachsen vergebene, das Kulturdenkmal eindeutig identifizierende Objekt-Nummer. Der Link führt zum PDF-Denkmaldokument des Landesamtes für Denkmalpflege Sachsen. Bei ehemaligen Kulturdenkmalen können die Objektnummern unbekannt sein und deshalb fehlen bzw. die Links von aus der Datenbank entfernten Objektnummern ins Leere führen. Ein ggf. vorhandenes Icon  führt zu den Angaben des Kulturdenkmals bei Wikidata.